# Athos Costa
Athos Ferreira da Costa, nascido no Brasil a 29 de novembro de 1988, é um jogador profissional de voleibol que joga atualmente pelo Sporting Clube de Portugal.